# Escudo del papa Francisco

Escudo de armas de Francisco

El 18 de marzo de 2013, el papa Francisco adoptó en su escudo papal el escudo de armas y el lema que usó desde su consagración episcopal en 1991, modificándolo tras su elección como sumo pontífice.

## Cargos y campo
Su escudo de armas muestra tres muebles en un campo azul. En referencia a que Francisco era un jesuita, el cargo más importante es el emblema de la Compañía de Jesús. El emblema está formado por un sol radiante, dentro del cual figura el cristograma (un monograma de la Societas Iesu) en rojo, con una cruz roja superando la H y tres clavos negros debajo de la H.
Debajo del emblema jesuita se encuentra una estrella de ocho puntas, la estrella es un símbolo de larga data de la Virgen María, y un nardo representando a san José. En la tradición hispánica, iconográficamente, a san José se le representa a menudo con una rama de nardo en su mano.
Estos cargos aparecieron en el escudo de armas anterior de Bergoglio que se exhibió cuando era arzobispo de Buenos Aires, pero como papa el esmaltes de la estrella y el ramo de nardos pasaron de argent (blanco) a oro  (amarillo). La primera versión del escudo publicada por el Vaticano mostró una estrella de cinco puntas del anterior emblema de Bergoglio, pero más tarde se enmendó a una de ocho puntas; la representación del ramo de nardos también se modificó ligeramente, por lo que se asemejarían a hojas en lugar de lo que parecían ser uvas.

## Blasón
Sobre el escudo, azul, se hallan los símbolos de la dignidad pontificia, iguales a los que deseó el predecesor, Benedicto XVI (mitra entre llaves de oro y plata, entrelazadas por un cordón rojo). En lo alto se refleja el emblema de la Orden de procedencia del Papa, la Compañía de Jesús: un sol radiante y llameante con las letras, en rojo, IHS, monograma de Cristo. Encima de la letra h se halla una cruz; en la punta, los tres clavos en negro.

En la parte inferior se contempla la estrella y la flor de nardo. La estrella, según la antigua tradición heráldica, simboliza a la Virgen María, Madre de Cristo y de la Iglesia; la flor de nardo indica a san José, patrono de la Iglesia universal. En la tradición iconográfica hispánica, en efecto, san José se representa con un ramo de nardo en la mano. Al incluir en su escudo estas imágenes el Papa desea expresar su especial devoción hacia la Virgen Santísima y san José.

## Tiara papal
Tradicionalmente, el escudo de armas de un papa estaba adornado externamente solo por la tiara papal con tres niveles y las llaves cruzadas de san Pedro con una cuerda. La tiara representaba los roles de autoridad del papa, mientras que las llaves representan el poder de desatar y atar en el Cielo como en la tierra. El escudo de armas del papa Francisco mantiene las llaves pero reemplaza la tiara por una mitra, al igual que hizo su antecesor, Benedicto XVI.
La tiara y las llaves siguen siendo el símbolo del papado y aparecen en el escudo de armas de la Santa Sede y (invertidas) en la bandera de Ciudad del Vaticano.

### Mitra

Bandera de la Guardia Suiza con el escudo de armas del papa Francisco.

Como ya aconteció en las armas personales de su antecesor, Francisco reemplazó la tradicional tiara papal, adoptando una mitra de plata con tres bandas de oro. Estas bandas aluden a las tres coronas de la tiara papal (corona), que llegaron a representar los tres poderes de orden, jurisdicción y magisterio, todos unidos en el centro que representa la unidad en la misma persona. Casualmente, las tres franjas y la franja vertical en el centro de la mitra también forman el carácter chino para "soberano" (王).

### Lema

Escudo de armas del cardenal Bergoglio

Inusualmente, Francisco también decidió mantener su lema personal: Miserando atque eligendo. Se toma de la 21.ª homilía de Beda el Venerable, que se encuentra en el Evangelio de Mateo y se refiere a la vocación de san Mateo. Él escribió:
"Vidit ergo Iesus publicanum et quia miserando atque eligendo vidit, ait illi 'Sequere me'." (Om. 21; CCL 122, 149-151)
"Jesús vio al recaudador de impuestos y, como lo vio a través de los ojos de la misericordia y lo eligió, le dijo: Sígueme." (trans. Liturgia de las Horas 1975, p. 1418)
Beda está aquí discutiendo Mateo 9: 9-13. El punto sobresaliente es que Jesús eligió a Mateo como su discípulo a pesar de ser pecador:
1. Al irse de allí, Jesús vio a un hombre llamado Mateo, que estaba sentado a la mesa de recaudación de impuestos, y le dijo: «Sígueme». Él se levantó y lo siguió.
2. Mientras Jesús estaba comiendo en la casa, acudieron muchos publicanos y pecadores, y se sentaron a comer con él y sus discípulos.
3. Al ver esto, los fariseos dijeron a los discípulos: «¿Por qué su Maestro come con publicanos y pecadores?».
4. Jesús, que había oído, respondió: «No son los sanos los que tienen necesidad del médico, sino los enfermos.
5. Vayan y aprendan qué significa: Yo quiero misericordia y no sacrificios. Porque yo no he venido a llamar a los justos, sino a los pecadores».

La declaración del Vaticano que anunciaba el escudo de armas y el lema del papa explicaba que la frase tenía un significado especial para Francisco, ya que sentía que recordaba su propia vocación, cuando a la edad de 17 años, fue a confesión en el día de San Mateo en 1953.